# Perpetua Nkwocha
Perpetua Ijeoma Nkwocha (3 de gener de 1976) és una futbolista professional nigeriana i entrenadora del Clemensnäs IF de la segona divisió de futbol femení de Suècia, que anteriorment va jugar al club suec Sunnanå SK. També va ser membre i capitana de l'equip nacional de futbol femení de Nigèria.

## Carrera internacional
Amb la selecció de Nigèria, Nkwocha va participar en set edicions del Campionat CAF Femení (2002, 2004, 2006, 2008, 2010, 2012 i 2014), guanyant-ne cinc (2002, 2004, 20016 i 2001). Al Campionat d'Àfrica femení de 2004 va marcar quatre gols a la final contra el Camerun, fet que va contribuir a que el seu país guanyés el títol. També va establir un rècord marcant nou gols durant el torneig i va ser nomenada la millor jugadora del campionat. Nkwocha va ser votada Futbolista Africana de l'Any el 2004, 2005, 2010 i 2011 per la Confederació Africana de Futbol (CAF).
Nkwocha també ha participat en quatre Copa del Món Femenina de la FIFA (2003, 2007, 2011 i 2015), així com en els tornejos olímpics de Sydney 2000, Atenes 2004 i Pequín 2008.

## Carrera en club
Va jugar amb el Sunnanå SK suec tant a la primera divisió (Damallsvenskan), com a la segona (Elitettan) des del 2007 fins al 2014.
El juny de 2008, la BBC va informar que Nkwocha havia anunciat els seus plans per retirar-se al cap de dos anys i que després de fer-ho volia continuar involucrada en el futbol convertint-se en entrenadora. L'any 2012 encara jugava a la lliga de segon nivell de Suècia.
Abans de la temporada 2015, Nkwocha, que llavors tenia 39 anys, va deixar Sunnanå per unir-se al Clemensnäs IF de la divisió inferior (4t nivell), assolint el paper de jugadora-entrenadora. Va passar part de la temporada anterior entrenant futbol masculí a Nigèria però volia instal·lar-se a Suècia després de prendre la nacionalitat sueca.
Nkwocha és companya de Justice Tetteh Komey, antic davanter professional del Çanakkale Dardanelspor i posteriorment del Piteå IF.

## Premis i reconeixements

### Internacional
Nigèria
- Campionat d'Àfrica femení (5): 2002, 2004, 2006, 2010, 2014

### Individual
- Futbolista africana de l'any (4): 2004, 2005, 2010, 2011
- Màxima golejadora del Campionat d'Àfrica Femení (3): 2004, 2006, 2010